# Бажес
Бажес (кат. Bages) — район (комарка) в Испании, входит в провинцию Барселона в составе автономного сообщества Каталония.

## Муниципалитеты
1. Агилар-де-Сегарра
2. Артес
3. Авиньо
4. Кальус
5. Кардона
6. Кастельфольит-дель-Бош
7. Кастельгали
8. Фонольоса
9. Гайя
10. Манреса
11. Марганель
12. Мойя
13. Монистроль-де-Кальдерс
14. Монистроль-де-Монтсеррат
15. Мура
16. Наварклес
17. Навас
18. Эль-Пон-де-Виломара-и-Рокафорт
19. Ражадель
20. Сальен
21. Сан-Фелиу-Сассерра
22. Сан-Фруйтос-де-Бажес
23. Сан-Жоан-де-Вилаторрада
24. Сан-Матеу-де-Бажес
25. Сан-Сальвадор-де-Гвардиола
26. Сан-Висенте-де-Кастельет
27. Санта-Мария-д’Оло
28. Санпедор
29. Суриа
30. Таламанка
31. Эстань